# Y: Ostatni z mężczyzn
Y: Ostatni z mężczyzn (ang. Y: The Last Man) – amerykańska seria komiksowa z gatunku science-fiction autorstwa scenarzysty Briana K. Vaughana i rysowniczki Pii Guerry, opowiadająca historię Yoricka Browna, jedynego mężczyzny ocalałego po tajemniczej śmierci wszystkich samców na Ziemi. Seria ukazywała się w latach 2002–2008 w formie miesięcznika nakładem wydawnictwa DC Comics w kolekcji Vertigo. Powstało 60 zeszytów, zebranych następnie w 10 tomów.

## Wydania
W latach 2016–2017 wydawnictwo Egmont Polska wydało całą serię po polsku w wersji składającej się z pięciu tomów zbierających po 12 zeszytów każdy, zgodnie z wydaniem zbiorczym, które ukazało się w oryginale jako edycja luksusowa: 
| Tom | Tytuł polski i rok wydania | Tytuł oryginalny i rok wydania   | Zawartość              |
| --- | -------------------------- | -------------------------------- | ---------------------- |
| 1   | Tom pierwszy (2016)        | Deluxe Edition Book One (2008)   | Y: The Last Man #1-10  |
| 2   | Tom drugi (2016)           | Deluxe Edition Book Two (2009)   | Y: The Last Man #11-23 |
| 3   | Tom trzeci (2016)          | Deluxe Edition Book Three (2010) | Y: The Last Man #24-36 |
| 4   | Tom czwarty (2017)         | Deluxe Edition Book Four (2010)  | Y: The Last Man #37-48 |
| 5   | Tom piąty (2017)           | Deluxe Edition Book Five (2011)  | Y: The Last Man #49-60 |

Wcześniej po polsku w latach 2008–2009 nakładem wydawnictwa Manzoku ukazały się trzy z dziesięciu zaplanowanych tomów zbiorczych: 
| Tom | Tytuł polski i rok wydania | Tytuł oryginalny i rok wydania | Zawartość              |
| --- | -------------------------- | ------------------------------ | ---------------------- |
| 1   | Zaraza (2008)              | Unmanned (2003)                | Y: The Last Man #1-5   |
| 2   | Cykle (2009)               | Cycles (2003)                  | Y: The Last Man #6-10  |
| 3   | Jeden mały krok (2009)     | One Small Step (2004)          | Y: The Last Man #11-17 |
| 4   |                            | Safeword (2004)                | Y: The Last Man #18-23 |
| 5   |                            | Ring of Truth (2005)           | Y: The Last Man #24-31 |
| 6   |                            | Girl on Girl (2005)            | Y: The Last Man #32-36 |
| 7   |                            | Paper Dolls (2006)             | Y: The Last Man #37-42 |
| 8   |                            | Kimono Dragons (2006)          | Y: The Last Man #43-48 |
| 9   |                            | Motherland (2007)              | Y: The Last Man #49-54 |
| 10  |                            | Whys and Wherefores (2008)     | Y: The Last Man #55-60 |

## Nagrody
Komiks zdobył wiele nagród, m.in. Nagrodę Eisnera za najlepszy scenariusz komiksowy w 2005 roku i dla najlepszej serii komiksowej w 2008 roku.